# الرياضة في أوكرانيا

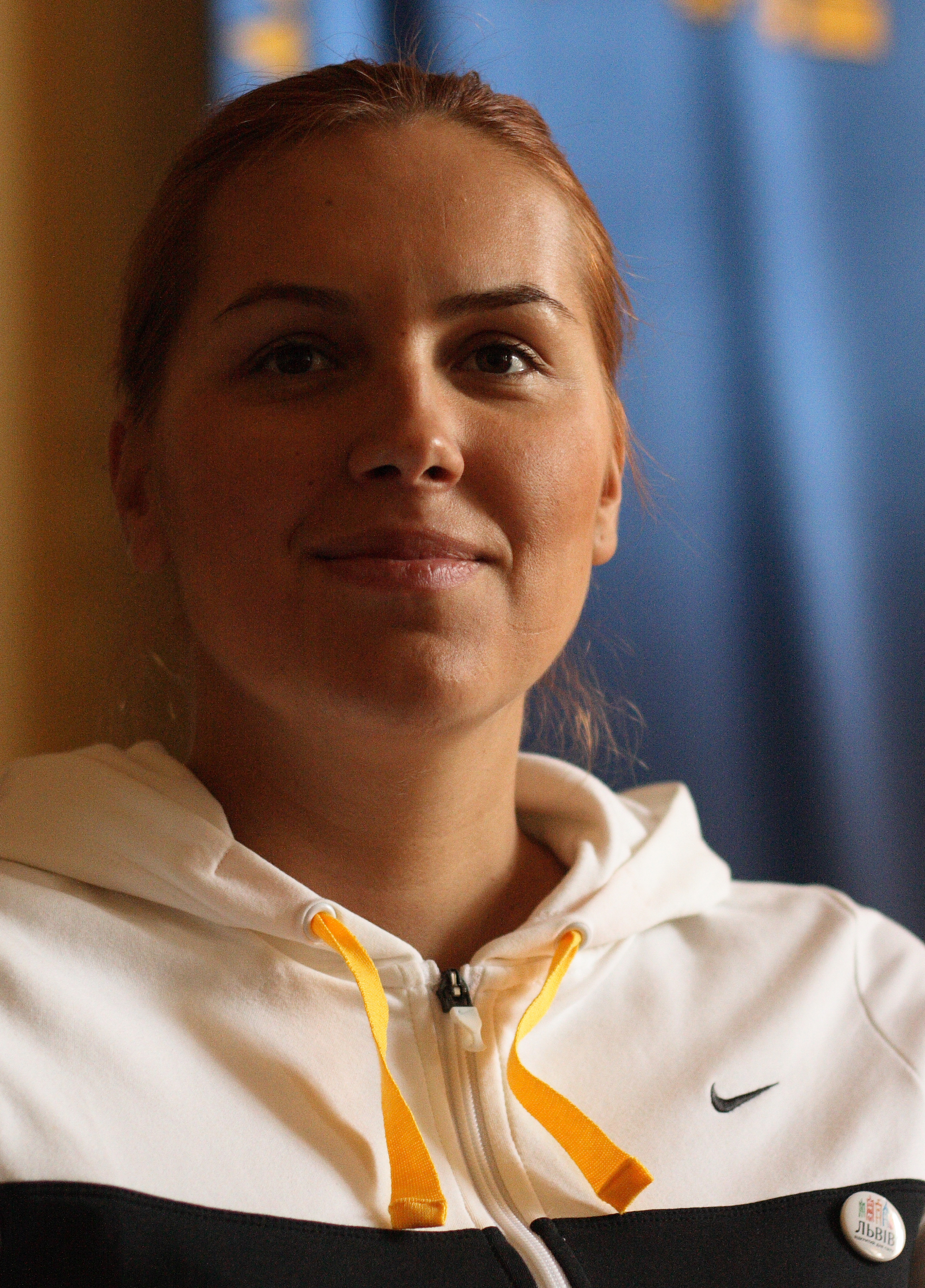

تحظى الرياضات مثل كرة القدم والمصارعة بشعبية جارفة في أوكرانيا منذ القرن التاسع عشر. استفادت أوكرانيا من تركيز الاتحاد السوفييتي على التربية البدنية، وتُركت بعد انهياره مع مئات الملاعب والمسابح وصالات الرياضة وغيرها من المنشآت الرياضية. تأثرت الحركات الرياضية في أوكرانيا بشكل كبير بمؤسسة سوكول للألعاب الرياضية التي اشتُهرت في أوروبا الوسطى منذ النصف الثاني من القرن التاسع عشر.
ينظم الرياضةَ في أوكرانيا في المقام الأول 40 اتحادًا من مختلف الرياضات الأولمبية التي تشكل جميعها جزءًا من اللجنة الأولمبية الوطنية الأوكرانية (إن أو سي أوكرانيا)، التي تُعد بدورها جزءًا من اللجنة الأولمبية الدولية (آي أو سي). تحرك الحركة الرياضية الجماعية أربع جمعيات رياضية رئيسية (أي دينامو-أوكرانيا) ولجنتان رياضيتان حكوميتان تابعتان لوزارة التعليم والقوات المسلحة لأوكرانيا (سي إس سي، إيه إف أوكرانيا)، وجميعها أعضاء في لجنة الأولمبياد الوطني.
تخضع جميع الألعاب غير الأولمبية لاتحادات كل لجنة تابعة للجنة الرياضية في أوكرانيا.
يوجد في أوكرانيا فريق رياضي قوي للمعاقين.

## كرة القدم
تُعد كرة القدم الرياضة الأكثر شعبية في أوكرانيا. يدير اتحاد كرة القدم الأوكراني (إف إف يو) كرة القدم في أوكرانيا. ينظم اتحاد كرة القدم الأوكراني مسابقات كرة القدم المختلفة حول البلاد في فئة الرجال والنساء والشباب والمعوقين وغيرهم، فضلًا عن تسهيل مسابقات كرة القدم بين المحترفين والطلاب في بعض المناطق. يختلف تنسيق المسابقات من بطولات الدوري (التي تعتمد على نظام راوند روبن) إلى مسابقات الكأس التي تعتمد نظام الإقصاء (خروج المغلوب). ينظم اتحاد كرة القدم الأوكراني أيضًا العديد من البطولات الدعائية (مباريات ودية) في أوكرانيا بوجود العديد من الفرق الوطنية المتنافسة في مختلف البطولات الدولية.
ورثت أوكرانيا عن الاتحاد السوفييتي مسابقات كرة قدم احترافية متطورة بين الرجال. يتولى اتحاد كرة القدم الأوكراني تنظيم كرة القدم الاحترافية ويقسمها إلى الدوري الأوكراني الممتاز (يو بي إل) ودوري كرة القدم الاحترافي (بّي إف إل، مسابقة بطولات الدوري الدنيا). الدوري الأقوى والأعلى هو الدوري الممتاز، الذي يعرف أيضًا باسم «فيشا ليها» (الدوري الأعلى). الدوري المصنف ثانيًا هو «بيرشا ليها» (الدوري الأول). الدوري الأدنى من ذلك هو «دروها ليها» (الدوري الثاني)، الذي ينقسم إلى مجموعتين: شرقية (ب) وغربية (أ)، وفقًا لموقع الفرق المتنافسة. يهبط الفريقان الأقل تصنيفًا في فيشا ليها إلى بيرشا ليعا في نهاية كل موسم، بينما يصعد الفريقان الأولان من بيرشا ليها إلى فيشا ليها. يهبط فريقا بيرشا ليها القابعان في المركز الأقل إلى دروها ليها، بينما يصعد أفضل فريقين في دوري دروها ليها إلى بيرشا ليها. تحصل الفرق على ثلاث نقاط في حالة فوزها ونقطة واحدة في حال التعادل، ولا يُمنح الفريق الخاسر أي نقاط. يلعب كل فريقين مع بعضهما مرتين (ذهاب وإياب).
تنظم رابطة الهواة الأوكرانية لكرة القدم مسابقات وطنية في كرة القدم خاصة بالهواة.
تشارك الفرق من جميع بطولات الدوري في كأس أوكرانيا. يلعب الفائز ببطولة الدوري الأوكراني مع الفائز في كأس أوكرانيا للفوز بكأس السوبر الأوكرانية.
يُعد أندريه تشيفشينكو اللاعب الأوكراني الأشهر عبر تاريخ البلاد، ويُعتبر بطلًا قوميًا في أوكرانيا. 
استضافت أوكرانيا بطولة الاتحاد الأوروبي لكرة القدم في عام 2012 بالتشارك مع بولندا.
بعد ضم روسيا لشبه جزيرة القرم في مارس 2014، حلت إدارة الاحتلال الروسي جميع أندية كرة القدم الموجودة في القرم، وأُعيد تنظيم معظمها بصفتها أندية روسية. انتقلت بعض أندية القرم السابقة التي وجدت في المنافسات الأوكرانيا إلى أوكرانيا وأُعيد تنظيمها من جديد.

## كرة السلة
إلى جانب كرة القدم، تُعد كرة السلة إحدى الألعاب الرياضية الرئيسية في أوكرانيا. كان لاعبو كرة السلة الأوكرانيون من بين العوامل الحاسمة لنجاح الفريق الوطني لكرة السلة في الاتحاد السوفييتي الذي سيطر على أوروبا عقودًا من الزمن، وسيطر في بعض الأحيان على مشهد كرة السلة العالمي. أبرز من كان بين هؤلاء اللاعبين هم ألكساندر بيلوستيني، وأناتولي بوليفودا، وفلاديمير تكاشينكو، وألكسندر أناتوليفيتش فولكوف، وآخرون. منذ تفكك الاتحاد السوفييتي، اكتسب بعض الفرق، لا سيما فريقا النادي الأوكراني «بي سي كييف» و«بي سي أزوفماتش»، اهتمامًا دوليًا كبيرًا، إذ وصل كلاهما إلى نهائيات «فيبا يورو كاب» في عامي 2005 و2007 على التوالي. تقدم المنتخب الأوكراني لكرة السلة ببطء ولكن بثبات من أجل وضع اسمه بين النخبة المنافسة في أوروبا. مع آمال كبيرة بتحقيق البطولة في 2015.
حصلت البلاد في عام 2012 على تأكيد رسمي من أجل استضافة بطولة أوروبا عام 2015، وتلقت كرة السلة دعمًا كبيرًا من الجمهور في أوكرانيا. كانت المدن المضيفة دنيبرو بيتروفسك، ودونيتسك، وإيفانو فرانكيفسك، وكييف، ولوفيف، وأوديسا، وخاركيف. جُدد العديد من الساحات من أجل هذه المناسبة. كان لهذا الحدث الرياضي الدولي الكبير شعار «نحن مستعدون!»، الذي يشير إلى تجربة البلاد التي خاضتها استعدادًا لبطولة كرة القدم الأوروبية 2012. مثلما أوضح ألكسندر فولكوف، رئيس الاتحاد الأوكراني لكرة السلة، أن رغبة البلاد في استضافة حدث بهذه الضخامة جاءت بعد تنظيم بطولة كرة القدم المذكورة. يدل هذا على استعداد البنية التحتية الأوكرانية، الأمر الذي كان عاملًا حاسمًا من أجل اختيار أوكرانيا.
أصدر رئيس أوكرانيا فيكتور يانوكوفيتش في 9 فبراير 2012 مرسومًا كلف فيه الحكومة بتشكيل «اللجنة المنظمة للإعداد والاستضافة في بطولة أوكرانيا لكرة السلة الأوروبية 2015» (يرأس اللجنة رئيس الوزراء ميكولا أزاروف). أُجري العديد من التسهيلات اللازمة لـ«يوروباسكيت 2015» (الطرق والمطارات والفنادق وغيرها) استعدادًا لبطولة كرة القدم الأوروبية في عام 2012، ما أدى إلى انخفاض كبير في التكلفة المتوقعة لحدث كرة السلة. لسوء الحظ، ونظرًا إلى الثورة الأوكرانية في 2013-2014، لم تستطع أوكرانيا تنظيم الحدث بنفسها، وبدلًا من ذلك اشتركت أربعة بلدان مختلفة في تنظيم البطولة (الأمر الذي حدث للمرة الأولى على الإطلاق). ومع ذلك، ألزمت اللجنة أوكرانيا بتقديم عرض لاستضافة البطولة في 2017 بدلًا من ذلك.
استضافت أوكرانيا بطولة «فيبا أوروبا 2013» تحت 16 عام.
تتميز فرق الدوري الأوكراني لكرة السلة بشكل عام بالقوة الكافية من أجل جعلها ضمن بطولة كأس أوروبا لكرة القدم. يُطلق على الدوري الأوكراني الأقوى الدوري الأوكراني الممتاز لكرة السلة، ويطلق على الدوري ذي الرتبة الأدنى فيشا ليها، أما الدوري الأدنى فيسمى بيرشا ليها.

## الملاكمة
تشتهر أوكرانيا بالملاكمين ذوي الوزن الثقيل: فولوديمير وفيتالي كليتشسكو، اللذين فازا بلقب بطولة العالم عدة مرات، ويحملان حاليًا ألقاب «دبليو بي سي»، و«دبليو بي أوه»، و«آي بي إف»، و«آي بي أوه»، ومجلة رينغ. ينحدر أيضًا من أوكرانيا فاسيل لوماتشينكو، الحاصل على الميدالية الذهبية الأولمبية 2008 و2012 وأسرع لقب بطل العالم في ثلاثة أقسام للوزن في اثنتي عشر مسابقة للمحترفين (126 و130 و135) وبطل الوزن الخفيف الحالي.

## هوكي الجليد
تمتلك أوكرانيا دوريًا لهوكي الجليد، وهو دوري الهوكي الاحترافي. فريقهم الأكثر شهرة والأكبر تاريخيًا هو سوكيف كييف، إذ كان فريق «إتش سي هونباس» الأعلى مستوى في البلاد، والذي لعب في دوري الهوكي القاري حتى موسم 2014-2015. تنافس فريقهم الوطني لهوكي الجليد في العديد من البطولات العالمية والأولمبياد.